# Torre dei calzolai

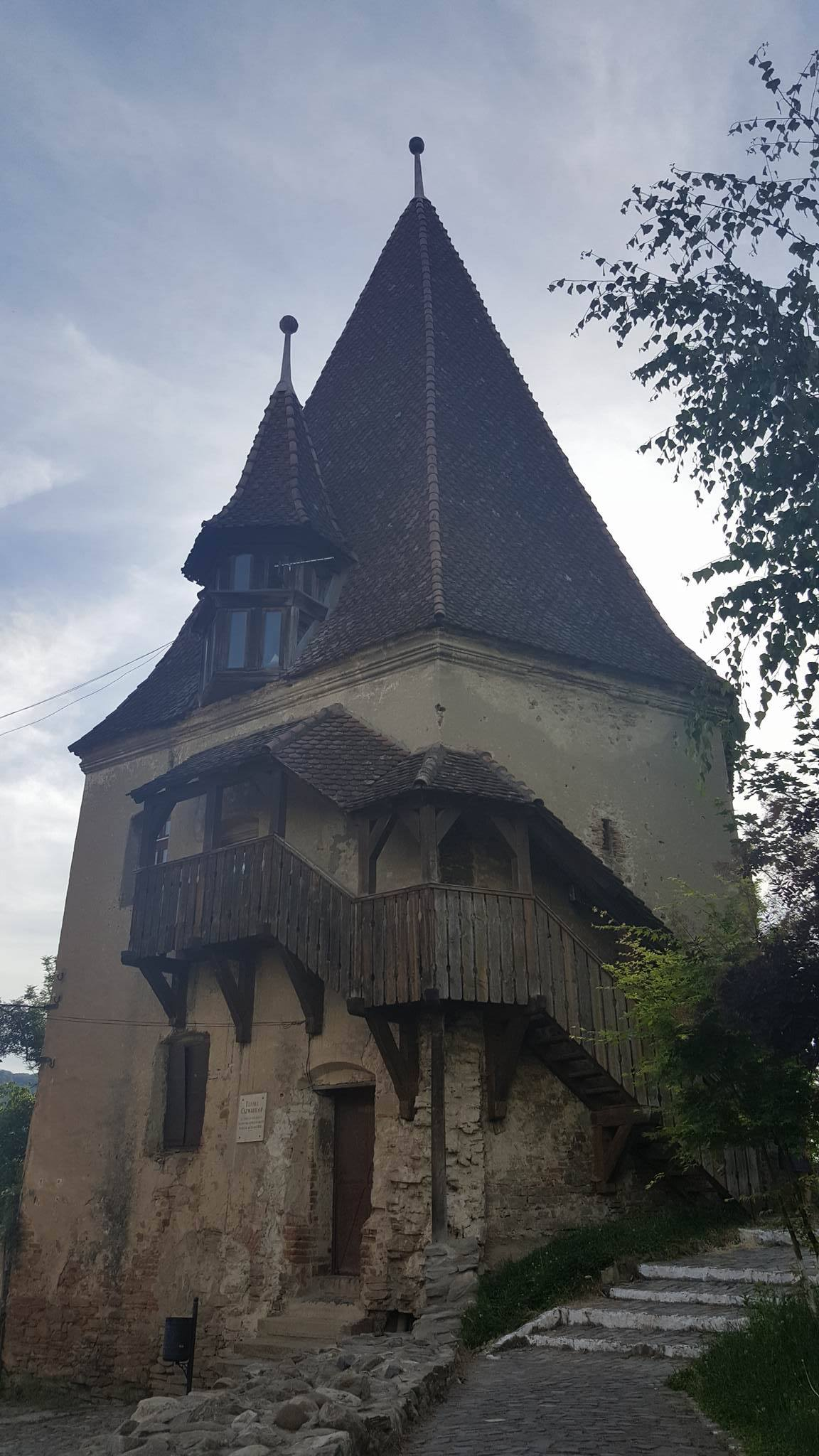
Torre dei calzolai

La Torre dei calzolai (Turnul Cizmarilor in romeno) è situata nella parte nord-est della Cittadella a Sighișoara, municipio appartenente al Distretto di Mureș in Romania. La costruzione ha influenze architettoniche barocche. Nonostante la sua scarsa altezza, la torre risulta ugualmente interessante per la sua pianta esagonale, il suo diametro esterno di 10 metri e il tetto, che ospita due piccole ed eleganti torrette di vedetta, una rivolta a sud-est, e l'altra a nord-ovest. Quella che oggi si può ammirare è la torre costruita nel 1681 sui resti della precedente.

## Restauri
I documenti più antichi datano che la torre al 1522. Una grossa quantità di polvere da sparo era contenuta nella torre ed è per questo che nell'incendio che colpì la città nel 1676 fu completamente distrutta. Nel 1681 una torre completamente nuova, sotto la guida del sindaco Michael Helwig, fu costruita in stile barocco.
La torre aveva un bastione di artiglieria che fu demolito nel 1846. Il Registro Generale della città, in cui compare l'inventario delle armi, ci dice che in passato erano presenti nell'edificio quattordici grandi e sei piccoli archibugi, tre moschetti, due quintali di piombo, due quintali di polvere da sparo, diversi cannoni, otto lance e due spade.
La facciata della torre della cittadella è cambiata, specialmente la successiva trasformazione in un archivio di documenti dopo la seconda guerra mondiale. Le finestre furono allargate assumendo dimensioni molto lontane rispetto a quelle del medioevo; questa modifica ha implicato dei ritocchi all'ingresso.
Negli ultimi anni, durante il 2001, una scala di legno esterna è stata costruita sulla facciata della torre. Anche il restauro più recente non ha tenuto conto dell'architettura originaria, anche se non distorce in maniera significativa come appare il monumento oggi.
Al momento la torre ospita al suo interno una stazione radio.